# Fiction & Cie
Fiction & Cie est une collection de littérature des Éditions du Seuil fondée par Denis Roche en 1974.

## Historique
Depuis 1962, Denis Roche écrit des poèmes publiés au Seuil par Jean Cayrol et appartient au groupe d'auteurs rassemblés autour de la revue Tel Quel. Il quitte le groupe en 1972 après le colloque Artaud-Bataille à Cerisy, où un différend l'oppose à Philippe Sollers. C'est juste après cette rupture qu'il soumet à Paul Flamand, alors directeur des Éditions du Seuil, l'idée d'une nouvelle collection plus attirante pour de jeunes écrivains.
En 1974, la collection naît finalement à l'issue de débats internes à la maison d'édition sur la place du littéraire au Seuil. Deux générations d'auteurs et d'éditeurs y coexistent alors. Les jeunes auteurs sont représentés par Jean Cayrol et sa collection Écrire, ainsi que par Philippe Sollers et sa revue et collection Tel Quel. Le roman plus traditionnel est accueilli dans la collection Cadre rouge dirigée par François-Régis Bastide. Dans ce contexte, la nouvelle collection est envisagée comme une collection intermédiaire susceptible d'attirer de nouveaux auteurs. Mais l'idée de lancer cette nouvelle collection ne fait pas l'unanimité au Seuil. Après deux ans de débats, un ultime comité est sur le point d'enterrer définitivement le projet, quand Paul Flamand conclut : « Puisque tout le monde est contre, on la lance ».
En juin 1974, paraissent les deux premiers titres de la collection Fiction & Cie : George Jackson Avenue de Giovanni Marangoni et Le Breakfast du champion de Kurt Vonnegut.
En 1977, Fiction & Cie connaît son premier succès public avec l'essai Le Nouveau Désordre amoureux de Pascal Bruckner et Alain Finkielkraut.
En 1985, au moment du cinquantenaire des Éditions du Seuil, plus d'une soixantaine de titres sont au catalogue de Fiction & Cie. La collection comprend alors des romans, des essais, des poésies, notamment de Pascal Bruckner et Alain Finkielkraut, Jean-Luc Benoziglio, William Burroughs, Nancy Huston, Jacques Lacarrière ou Gertrude Stein.
En 1985, Denis Roche décide de rééditer des textes de Thomas Pynchon, auteur américain auparavant publié en français chez Plon. Il publie d'abord V., le premier roman de l'auteur devenu introuvable, en même temps que L'Homme qui apprenait lentement, un recueil de nouvelles inédites, puis Vente à la criée du lot 49 et L'Arc-en-ciel de la gravité en 1987.
En 1995, Denis Roche réunit ses sept recueils de poésie dans un volume de Fiction & Cie sous le titre La Poésie est inadmissible.
En 2001, la collection connaît un grand succès commercial avec La Vie sexuelle de Catherine M. de Catherine Millet.
En janvier 2004, Le Seuil est racheté par le groupe La Martinière. En juin 2004, le président du Seuil, Claude Cherki, est poussé à la démission, accusé d'avoir réalisé une plus-value conséquente lors du rachat,. De nombreux départs ont lieu ainsi que d'importants changements organisationnels.
En septembre 2004, Denis Roche prend sa retraite. La collection est depuis dirigée par Bernard Comment.
De septembre à décembre 2004, Le Seuil traverse une crise due aux insuffisances de son nouvel outil de distribution, Volumen, né de la fusion avec La Martinière. Les pertes financières sont importantes et les salariés du Seuil se mettent en grève le 21 décembre 2004, pour la première fois depuis Mai 1968.
En 2010, Bernard Comment publie sous le titre Fragments des inédits de Marilyn Monroe.
En 2015, plusieurs ouvrages sont publiés dans la collection pour le centenaire de la naissance de Roland Barthes : Roland Barthes : biographie de Tiphaine Samoyault, Pour Roland Barthes de Chantal Thomas et L'Amitié de Roland Barthes de Philippe Sollers.

## Origine du nom
Dans un entretien accordé en 2004 à Josyane Savigneau, Denis Roche revient sur le choix du nom de sa collection : « À l'époque, le mot fiction n'était pas utilisé en français. Moi, je m'occupais beaucoup de littérature américaine et je lisais souvent un journal américain qui s'appelait Fiction. Mais ce mot, qui me séduisait, était aussi français, et je voulais pour ma collection un mot français. Enfin, j'avais envie d'y publier tout ce qui me plaisait, des romans français, des étrangers, des essais, alors j'ai ajouté ce et compagnie. Je souhaitais aussi signifier que cette collection n'avait aucune définition idéologique, ne revendiquait aucune cohérence, qu'elle serait le résultat de mon éclectisme, mot absolument banni en ce temps-là. »

## Couverture
Une vignette orne la couverture des livres publiés dans la collection Fiction & Cie. L'image est extraite de Gates of Paradise (1783), un livre de William Blake. Elle représente un homme avançant à longues enjambées en s'appuyant sur sa canne. Depuis l'arrivée de Bernard Comment en 2004, la couverture a été légèrement modifiée. Le filet sous le titre de la collection a été retiré, le pelliculage de la couverture remplacé par du papier mat, et pour les essais une photo et une typographie différente sont apparues.

## Auteurs
Liste des auteurs publiés dans la collection de 1974 à 2015
- Emmanuel Adely
- Jean Claude Ameisen
- Jacques-Pierre Amette
- Christine Angot
- Philippe Artières
- Olivier Aubert
- Jean-Christophe Bailly
- John Barth
- Roland Barthes
- Jean-Louis Baudry
- Evgen Bavcar
- Bruno Bayen
- Paul Beatty
- Aude Bellin du Coteau
- Walter Benjamin
- Simone Benmussa
- Jean-Luc Benoziglio
- José Bergamin
- Christian Boltanski
- François Bon
- Alain Bonfand
- Jocelyn Bonnerave
- Alain Borer
- Philippe Boyer
- Michel Braudeau
- Peter Brook
- Pascal Bruckner
- Margarete Buber-Neumann
- David Byrne
- Louis-Jean Calvet
- Jean-Pierre Campagne
- Belinda Cannone
- Pascale Casanova
- Benoît Casas
- German Castro Caycedo
- Maurizio Cattelan
- René de Ceccatty
- Michel Chaillou
- Hervé Chayette
- Thierry Clermont
- Bernard Comment
- Antoine Compagnon
- Thomas Compère-Morel
- Robert Coover
- Jean-Claude Coquet
- René Crevel
- Hubert Damisch
- Julien Decoin
- Michel Deguy
- Chloé Delaume
- Florence Delay
- Arnaud Delrue
- Charly Delwart
- Jacques Derrida
- Maryline Desbiolles
- Erik Desmazières
- Patrick Deville
- Jean-Philippe Domecq
- Patrick Drevet
- Dominique Eddé
- Raphaële Eschenbrenner
- Arlette Farge
- Irène Fenoglio
- Roberto Ferrucci
- Alain Ferry
- Lucette Finas
- Alain Finkielkraut
- Alain Fleischer
- Viviane Forrester
- Paul Fournel
- Patrick Froehlich
- Fabrice Gabriel
- Anne-Marie Garat
- Michèle Gazier
- Gérard Genette
- Xavier Girard
- Jean-Marie Gleize
- Jacques Godbout
- Jean-Guy Godin
- Georges-Arthur Goldschmidt
- André Green
- Catherine Grenier
- Remo Guidieri
- Jean-Claude Guillebaud
- Pierre Guyotat
- Pavel Hak
- Jean Hatzfeld
- John Hawkes
- Eric Hazan
- Thomas Heams-Ogus
- Emmanuelle Heidsieck
- Jacques Henric
- Françoise Héritier
- Herbert Huncke
- Nancy Huston
- Raymond Jean
- Thierry Jonquet
- Christine Jordis
- Jacques Jouet
- Patrick Kéchichian
- Nicolas Kieffer
- Samuel Kinser
- Julia Kristeva
- Jacques Lacarrière
- Yves Laplace
- Hadrien Laroche
- Denis Lavant
- Jean-Pierre Le Dantec
- Béatrice Leca
- Pierre Lepape
- Emmanuel Loi
- Alain Mabanckou
- Franck Magloire
- Charles Malamoud
- Norman Manea
- Giorgio Manganelli
- Patrick Marnham
- Jean-Pierre Martin
- Eric Marty
- François Maspero
- Sophie Maurer
- Brian McGuinness
- Pierre Mertens
- Natacha Michel
- Karine Miermont
- Catherine Millet
- Jean-Claude Milner
- Xabi Molia
- Marilyn Monroe
- Frédéric Mora
- Jean-Luc Nancy
- Eric Nonn
- Claude Nori
- Kevin Orr
- Mauricio Ortiz
- Sergueï Paradjanov
- Fabrice Pataut
- Julien Péluchon
- Eric Pessan
- Pierre-Yves Petillon
- Emmanuelle Pireyre
- Marcelin Pleynet
- Patrice Pluyette
- Bénédicte Puppinck
- Thomas Pynchon
- Pascal Quignard
- Emmanuel Rabu
- Lou Reed
- Claude Régy
- Christiane Renauld
- Alina Reyes
- Jacqueline Risset
- François Rivière
- Alain Robbe-Grillet
- Jean-Marc Roberts
- Charles Robinson
- Denis Roche
- Maurice Roche
- Patrick Roegiers
- Olivier Rolin
- Marc Rombaut
- Éric Rondepierre
- Alix Cléo Roubaud
- Jacques Roubaud
- Alain-Julien Rudefoucauld
- Lydie Salvayre
- Tiphaine Samoyault
- Thomas Sanchez
- Alain Satgé
- Daniel Schneidermann
- Kjersti A. Skomsvold
- Klavdij Sluban
- Frank Smith
- Philippe Sollers
- Susan Sontag
- Alain Tanner
- Jacques Teboul
- Serge Teyssot-Gay
- Paule Thévenin
- Chantal Thomas
- Christian Thorel
- Gérard Titus-Carmel
- Alain Veinstein
- Avril Ventura
- Jean-François Vilar
- Bertrand Visage
- Frédéric Vitoux
- Antoine Volodine
- WAF (We are French)
- Anne Weber
- Allen S. Weiss
- Frédéric Werst
- Michel Winock